# Oliver & Co.
Oliver & Co. (originele titel: Oliver & Company) is een Amerikaanse animatiefilm uit 1988. De film werd geproduceerd door Walt Disney Feature Animation, en geregisseerd door George Scribner.  Het is de 27ste lange animatiefilm van Walt Disney Studios. 
De film is in de basis gebaseerd op Oliver Twist, een van de bekendste boeken van de 19e-eeuwse Britse romanschrijver Charles Dickens, met een aantal sterke aanpassingen in de verhaallijn. 

## Verhaal
In Manhattan wordt een aantal jonge katjes in een kartonnen doos te koop aangeboden aan voorbijgangers. Een oranje katje wordt door niemand gekozen en de doos spoelt weg door de regen. Het katje doolt wanhopig rond op zoek naar eten en heeft dan een ontmoeting met de stoere straathond Dodger. Deze stelt hem voor om samen een hotdogventer te beroven. Hun plan slaagt, maar dan gaat Dodger er met het gestolen vlees vandoor zonder het katje zijn deel te geven. 
Het katje slaagt erin Dodger te volgen tot aan de haven, waar hij de hond een oude woonboot ziet binnengaan. In de boot wonen meer straathonden met wie het katje even later kennis maakt: de chihuahua Tito, de buldog Francis, de Duitse dog Einstein en de windhond Rita. Ze maken allen deel uit van de bende van Fagin, een aan lager wal geraakte man die een grote schuld heeft uitstaan bij de corrupte industrieel Sykes. Sykes geeft Fagin nog drie dagen om met het geld over de brug te komen. Het katje toont zijn moed door Sykes' gevaarlijke dobermanns Roscoe en Desoto van zich af te slaan. Hij wordt hierna als volwaardig lid opgenomen in de groep.
De volgende dag trekt het hele gezelschap de stad in, op zoek naar waardevolle spullen zodat Fagin zijn schuld op tijd kan afbetalen. De honden zetten een aanrijding in scène om zo een dure limousine tot stilstand te brengen en de autoradio te kunnen stelen. In de limousine zit een meisje, Jenny. Ze ziet het katje en neemt hem uit medelijden mee naar huis. Daar geeft ze hem de naam Oliver en besluit hem als huisdier te houden, tot groot ongenoegen van haar poedel Georgette die Oliver als een vreselijke concurrent ziet. 
De honden van Fagins bende denken  dat Oliver ontvoerd is door Jenny en komen hem 'redden'. Georgette is maar wat blij dat ze van de indringer verlost wordt en werkt dus gewillig mee aan Olivers ontsnapping. Wanneer Fagin de kat even later in de boot terugziet en aan Olivers halsband ziet van wie het katje nu eigendom is, krijgt hij het idee om losgeld voor Oliver te vragen, zodat hij alsnog aan geld om zijn schulden af te betalen komt. Hij schrijft een brief aan Jenny en haar familie. Fagin krijgt later echter spijt van zijn daad wanneer hij de wanhopige Jenny toevallig op straat aantreft. Hij geeft haar Oliver daarop gewoon mee, onder voorwendsel dat hij het verdwaalde katje op straat heeft aangetroffen, en weigert het meegebrachte losgeld. Sykes, die op een afstand stond toe te kijken, ontvoert Jenny om losgeld van haar rijke familie te kunnen vragen.
Oliver, Fagin en de honden zetten een reddingsactie op touw. Ze slagen erin Jenny uit Sykes' kantoor te bevrijden en gaan er met z'n allen vandoor op Fagins scooter. Sykes zet in zijn auto de achtervolging in. Fagin, Jenny en de dieren belanden in een metrotunnel, gevolgd door Sykes' auto. Roscoe en Desoto belanden tijdens een gevecht met Dodger op de metrorails en worden geëlektrocuteerd. De achtervolging wordt voortgezet op de treinrails. Fagin en de honden kunnen nog net een tegemoetkomende trein ontwijken. De auto van Sykes met hem erin wordt volledig onder de trein verpletterd. Oliver, die tijdens de achtervolging in Sykes' auto was beland, kan ternauwernood worden gered.
De volgende dag viert het hele gezelschap Jenny's verjaardag in haar huis. Oliver blijft voorgoed bij Jenny.

## Stemrollen
| Acteur            | Personage | Nederlandstaglie stem |
| ----------------- | --------- | --------------------- |
| Joseph Lawrence   | Oliver    | Yuri Lucassen         |
| Billy Joel        | Dodger    | Frits Lambrechts      |
| Cheech Marin      | Tito      | Alfred Lagarde        |
| Richard Mulligan  | Einstein  | Arnold Gelderman      |
| Roscoe Lee Browne | Francis   | Jérôme Reehuis        |
| Sheryl Lee Ralph  | Rita      | Justine Pelmelay      |
| Dom DeLuise       | Fagin     | Coen Flink            |
| Taurean Blacque   | Roscoe    | Alfred Lagarde        |
| Carl Weintraub    | Desoto    | Willem Duyn           |
| Robert Loggia     | Sykes     | Peter Aryans          |
| Natalie Gregory   | Jenny     | Dorien Critee         |
| William Glover    | Winston   | Luc Lutz              |
| Bette Midler      | Georgette | Simone Kleinsma       |

De Nederlandse versie werd geregisseerd door Arnold Gelderman en vertaald door Jan Derk Beck en Harrie Geelen.

## Achtergronden

### Aangepaste verhaalijnl
In deze Disney-film is het menselijke hoofdpersonage uit Dickens' roman vervangen door de kat Olivier, terwijl de leden van Fagins bende de gedaante van honden hebben. De Disneyfilm speelt zich af in het New York van de late jaren 80 van de 20e eeuw, terwijl het decor van het oorspronkelijke verhaal het Londen van eind 19e eeuw was. Verder is Fagin in de Disney-film geen kwaadaardig personage maar een soort antiheld die min of meer door zijn baas wordt gebruikt, terwijl in het oorspronkelijke verhaal Fagin niet alleen een antagonist was die kinderen tot misdaad aanzette, maar ook de gebeurtenissen manipuleerde.

### Productie
De werktitel van de film was Oliver and the Dodger. Veel van de originele crew van Disney was inmiddels weggetrokken naar andere studio's en een nieuwe crew nam hun plaats in.
De film werd aanvankelijk gepland als een vervolg op De Reddertjes, waarbij het personage Penny een centrale rol zou krijgen. Zij zou Olivers nieuwe eigenaar worden. Dit idee werd geschrapt, maar het personage Jenny vertoont wel veel overeenkomsten met Penny.
De film borduurde verder op het gebruik van computeranimatie, waar Disney in de vorige twee films al mee was begonnen. Zo werden onder andere de wolkenkrabbers van New York, de auto's, treinen en Fagins scooter met de computer getekend. Voor de film werd binnen Disney zelfs een speciale afdeling opgericht voor de scènes met computeranimatie.
De film was tevens een test om te zien of het publiek nog geïnteresseerd was in musicals. De laatste musicalfilm die Disney had gemaakt was Frank en Frey uit 1981. In Oliver & Co. werden tevens nieuwe geluidseffecten geïntroduceerd voor regulier gebruik.
Oliver & Co. was daarnaast de eerste Disneyfilm waarin echt bestaande producten werden getoond. Zo zijn er onder andere namen en producten van Coca-Cola, USA Today, Sony en Ryder Truck Rental te zien. Volgens ABC's The Wonderful World of Disney werd dit enkel en alleen gedaan om de film realistischer te maken en kreeg Disney niet betaald door deze merken.
Zoals in veel Disneyfilms vanaf de jaren 80 is gedaan, hebben enkele personages uit eerdere Disney-tekenfilms een cameo. Tijdens het door Dodger gezongen lied Why Should I Worry? zijn onder andere Peggy, Jock en Snuffel uit Lady en de Vagebond en Pongo uit 101 Dalmatiërs te zien.

### Filmmuziek
De achtergrondmuziek voor de film werd gecomponeerd door J. A. C. Redford. De titelmuziek, et nummer Once Upon a Time in New York City, werd geschreven door Barry Mann  en Howard Ashman.
De gezongen nummers in de film zijn:
1. Once Upon a Time In New York City (geschreven door Barry Mann en Howard Ashman, gezongen door Huey Lewis)
2. Why Should I Worry (geschreven door Dan Hartman en Charlie Midnight, gezongen door Billy Joel; in het Nederlands vertaald als Ik hou van herrie)
3. Streets of Gold  (geschreven door Dean Pitchford en Tom Snow, gezongen door Ruth Pointer)
4. Perfect Isn't Easy (geschreven door Barry Manilow, Jack Feldman en Bruce Sussman, gezongen door Bette Midler)
5. Good Company (geschreven door Ron Rocha en Robert Minkoff, gezongen door Myhanh Tran)

### Ontvangst
De film werd bijna tegelijkertijd uitgebracht met Platvoet en zijn vriendjes, een film van voormalig Disneymedewerker Don Bluth.
Sinds 1988 heeft Oliver & Co. in de Verenigde Staten 74 miljoen dollar opgebracht, waarvan 53,2 miljoen dollar afkomstig is van de originele uitgave. Het succes van de film leidde ertoe dat Disneys senior-vicepresident Peter Schneider besloot voortaan elk jaar een getekende Disneyfilm uit te brengen.
Oliver & Co. was de enige Disneyfilm die in het Verenigd Koninkrijk niet werd uitgebracht door Buena Vista International maar door Warner Bros.
Ondanks dat de film een succes was in de bioscoop, liet de video-uitgave enkele jaren op zich wachten. Pas in 1996 verscheen de film op video, en in 2002 op dvd.

## Prijzen en nominaties
In 1989 won Oliver & Co. een Golden Reel Award voor de beste geluidsmontage.
Datzelfde jaar werd de film genomineerd voor een Golden Globe voor het beste lied ("Why Should I Worry" - Dan Hartman & Charlie Midnight) en een Young Artist Award voor de beste familiefilm.

## Varia
- Aan het begin van de film is het oude World Trade Center te zien, dat bij de aanslagen op 11 september 2001 werd verwoest.